# Claude-Henri de Fusée de Voisenon
Pour l’article homonyme, voir Fusée.
 Claude-Henri de Fusée, comte de Voisenon, abbé du Jard (dit aussi l'abbé de Voisenon) né à Paris le 8 juillet 1708, mort au château de Voisenon le 22 novembre 1775 est un homme de lettres français.

## Biographie
Il est le fils de Louis Claude de Fusée, chevalier seigneur de Voisenon, et de Marie Anne de Palerne.   
Il a une jeunesse mondaine. Une anecdote fréquemment citée est que « de santé délicate mais doué d'une vive intelligence, il n'est âgé que de 11 ans lorsqu'il adresse une épître en vers à Voltaire qui l'en remercia et lui prédit une carrière poétique. C'est le début d'une amitié qui dure jusqu'à la mort de Voisenon sans jamais se démentir. » Si l'amitié épistolaire des deux hommes est indéniable (Voltaire le surnommait « le cher ami Greluchon »), le fait signalé est probablement faux et dû à l'imagination[réf. nécessaire] de la comtesse Turpin de Crissé, sa première biographe.

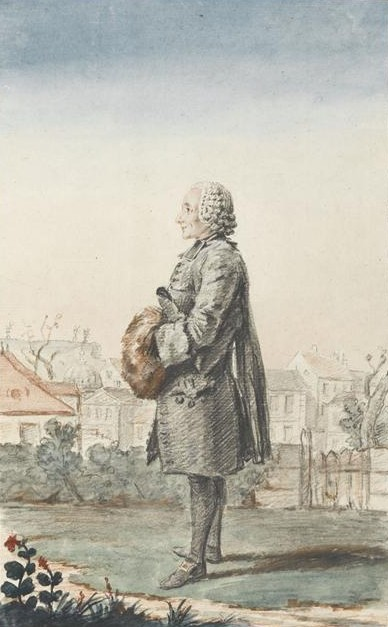
Voisenon, par Carmontelle, 1760. Chantilly, Musée Condé.

En qualité de cadet, sa famille le destine à l'état ecclésiastique, auquel il se résigne, dit-on (sans doute encore une légende)[réf. nécessaire], après un duel au cours duquel il avait grièvement blessé son adversaire. Il est ordonné prêtre en 1739. Il devient grand-vicaire du diocèse de Boulogne-sur-Mer, dont l'évêque est alors son parent, Mgr Henriot. Il est aussi nommé abbé commendataire de l'abbaye de la Chapelle-aux-Planches.
L'évêque de Boulogne le charge de rédiger ses mandements, dans lesquels Voisenon introduit, paraît-il, plus d'épigrammes que de pensées édifiantes. À la mort de l'évêque en 1741, "la ville & le clergé de Boulogne" auraient demandé au cardinal de Fleury qu'il lui succédât. Voisenon se serait précipité à Versailles pour demander qu'on ne le nommât pas : « Comment veulent-ils [...] que je les conduise, lorsque j'ai tant de peine à me conduire moi-même ? » Il a gain de cause et obtient cependant l'abbaye du Jard, à proximité de Melun, dont il se borne à toucher les revenus.
L'abbé de Voisenon s'intéresse au théâtre et fréquente des gens de lettres dans le salon de Madame Doublet, qu'il appelle affectueusement sa « marraine »:  Crébillon fils, Charles Pinot Duclos, Charles-Simon Favart et sa femme, Justine. 
Très répandu dans la société des lettres, il est l'un des principaux membres de la Société du bout du banc de Mlle Quinault. Il fréquente aussi les salons de Mmes Geoffrin et d'Épinay. On le voit également beaucoup chez le duc de La Vallière dans son château de Montrouge, si bien que Voltaire l'appelle plaisamment « Monseigneur de Montrouge ». Grand amateur de bon vin, de bonne chère et de galanterie, on le dit amant de Madame Favart. Il écrit des romans et des contes libertins, rime des poésies légères ou à sujets bibliques, et compose des comédies en vers dont plusieurs ont du succès et un opéra (L'Amour et Psyché, 1760).
Il refuse le poste diplomatique que lui offrit le duc de Choiseul mais accepte une pension de 6 000 livres pour composer des Essais historiques à l'usage des petits-fils de Louis XV. Il est présenté à Madame de Pompadour, auprès de qui il ne tarde pas à être en grande faveur, et use de son influence pour aider des hommes de lettres dans le besoin.
Grâce à la protection de Voltaire, il est élu à l'Académie française le 4 décembre 1762 en remplacement de Crébillon père. 
Pendant la réforme Maupeou, il est proche des principaux ministres. En 1771, le duc d'Aiguillon le fait nommer ministre plénipotentiaire du prince-évêque de Spire. Il est aussi lié avec l'abbé Terray (il contribue à la fête organisée pour le mariage du neveu de l'abbé).
Quelque temps après le rétablissement des cours souveraines, il renonce à la vie parisienne. Il s'installe dans le château de Voisenon sur la paroisse Saint-Barthélémy de Melun, où il dicte son testament peu avant de mourir, le 22 novembre 1775. Selon son souhait, son corps est transféré dans le caveau familial situé dans une chapelle de l'abbaye du Jard. Son ami Favart rédige son éloge. 

### Héraldique et famille
La famille de Fusée porte un écu "d'azur à trois fusées d'or posées en fasce".
Il est le frère de Louis Victor Fusée comte de Voisenon, dont l'épouse, Marguerite Pauline Bombarde de Beaulieu, obtint de Voltaire cette aimable épitaphe :
Ici gît, ou plutôt frétille,
Voisenon, frère de Chaulieu.
À sa muse vive et gentille
Je ne prétends point dire adieu,
Car je m'en vais au même lieu,
Comme cadet de la famille.

## Œuvres
Les Œuvres complètes de Voisenon ont été publiées par la comtesse Turpin de Crissé (1781, 5 vol. in-8°). 

### Œuvres dramatiques
- L'Heureuse Ressemblance, comédie en 1 acte et en vers, 1738
- L'École du monde, comédie en 3 actes et en vers, représentée à la Comédie-Française le 14 octobre 1739
- Le Retour de l'ombre de Molière, comédie en 1 acte et en vers, représentée à la Comédie-Française le 21 novembre 1739
- Les Mariages assortis, comédie en 3 actes et en vers, représentée pour la première fois par les Comédiens italiens ordinaires du Roi le 10 février 1744 (imprimée en 1746, in-8)
- La Coquette fixée, comédie en 3 actes et en vers, avec Charles-Antoine Leclerc de La Bruère et le duc de Nivernais, représentée pour la première fois par les Comédiens italiens ordinaires du Roi le 10 mars 1746
- La Fausse Prévention, comédie en 3 actes et en vers, représentée pour la première fois par les Comédiens italiens ordinaires du Roi le 29 décembre 1749
- Le Réveil de Thalie, comédie, représentée pour la première fois par les Comédiens italiens ordinaires du Roi le 19 juin 1750
- Titon et l'Aurore, pastorale héroïque, musique de Jean-Joseph Cassanéa de Mondonville, représentée pour la première fois à l'Académie royale de musique le 9 janvier 1753
- Les Magots, parodie de L'Orphelin de la Chine de Voltaire, en 1 acte et en vers, représentée pour la première fois par les Comédiens italiens ordinaires du Roi le 19 mars 1756
- La Jeune Grecque, comédie en 3 actes et en vers libres, 1756 (imprimée en 1762)
- La Petite Iphigénie, parodie de la Grande, représentée pour la première fois par les Comédiens italiens ordinaires du Roi en juillet 1757
- L'Amour et Psyché, ballet héroïque, représenté pour la première fois par l'Académie Royale de musique le 9 mai 1758
- La parodie au Parnasse, opéra-comique en 1 acte, représenté pour la première fois sur le théâtre de l'Opéra comique de la foire saint Germain le 20 mars 1759 (attribué aussi à Charles-Simon Favart)
- Hilas et Zélie, pastorale en un acte, musique de Bernard de Bury, représentée à Versailles le 12 janvier 1763
- La Fée Urgèle ou Ce qui plaît aux dames, comédie en 4 actes mêlée d'ariettes, représentée à Fontainebleau le 26 octobre 1765
- L’Amant jardinier ou l'Amusement de la campagne, comédie de Favart et Claude-Henri Fusée de Voisenon représentée par les Comédiens Italiens le 7 juin 1756[11]. (Reprise sous le titre L'Amant déguisé, ou le Jardinier supposé, comédie en 1 acte mêlée d'ariettes, livret de Favart, musique de François-André Danican Philidor, représentée pour la première fois par les Comédiens italiens ordinaires du Roi le 2 septembre 1769).
- L'Amitié à l'épreuve, comédie en deux actes et en vers mêlée d'ariettes, musique d'André Grétry, représentée à Fontainebleau le 13 novembre 1770
- Fleur d'Épine, opéra-comique en 2 actes et en prose, sur une musique de Marie-Emmanuelle Bayon, mêlée d'ariettes, tirée d'Hamilton, représentée pour la première fois par les Comédiens italiens ordinaires du Roi le 22 août 1776.

### Romans et contes
- Zulmis et Zelmaïde, conte licencieux, 1745
- Turlubleu, histoire grecque tirée du manuscrit gris-de-lin, trouvé dans les cendres de Troye, 1745
- Le Sultan Misapouf et la princesse Grisemine, roman, Londres, 1746, 2 vol. in-12
- Les Fêtes roulantes et les Regrets des petites rues, 1747
- Histoire de la Félicité, 1751
- Tant mieux pour elle, conte plaisant, 1760
- Romans et Contes, 1767, 2 vol. - rééd. : 1775, 1798 - rééd. augmentée d'un 3e vol. : 1818
- Exercices de dévotion de M. Henri Roch avec Madame la duchesse de Condor, 1780; réédition: Vaucluse, 1786 (précédée d'une Épître dédicatoire à M. Jean Camard et d'une préface d'Anne-Gabriel Meusnier de Querlon, et suivie de La Rocambole ou notes édifiantes et récréatives); rééd.: sous le titre Les exercices de dévotion de M. Henri Roch avec Madame la duchesse de Condor, Amsterdam, s.d. (attribué à Poulet-Malassis, Bruxelles, 1864 puis 1865 et à A. Christiaens, 1865); rééd.: « Bibliothèque érotique », no 5, 1875; rééd; F. Schmid, coll. « Les œuvres galantes et libertines du 18e siècle », Champigny (années 1930); rééd.: Plein Chant, coll. « Bibliothèque Facétieuse, Libertine et Merveilleuse », 1997; rééd. Hachette Livre et BnF, 2022
- Contes légers suivis des Anecdotes littéraires, Paris, E. Dentu, Bibliothèque choisie des chefs-d'œuvre français et étrangers, 1885, contenant : La navette d'amour, Tant mieux pour elle, Il eut raison, Il eut tort, Le Sultan Misapouf et la princesse Grisemine ou les métamorphoses, Histoire de la Félicité, Zulmis et Zelmaïde, Ni trop ni trop peu, Les à-propos, Anecdotes littéraires, précédés d'une Notice sur Voisenon (texte intégral sur la bibliothèque numérique Gallica).

### Divers
- Le Code des Amants, poème héroïque en trois chants, 1739
- Les Israélites à la montagne d'Oreb, poème biblique pour le concert spirituel, mis en musique par Mondonville, 1758
- Les Fureurs de Saül, poème biblique pour le concert spirituel, mis en musique par Mondonville, 1759
- Les À-propos, histoire du siècle passé, nouvelle publiée dans le Mercure de France, 1756.

## Sources
- Th. Lhuillier, « À propos de l'abbé de Voisenon », L'Amateur d'autographes, 1881, p. 153-155 (actes de baptême et de transfert du corps) et p. 173-179 (testament). Numérisé.